# Rodolfo Tarraubella
Rodolfo Tarraubella (Ramos Mejía, Buenos Aires, 30 de junio de 1958) cómo deportista argentino obtuvo 2 medallas en tiro deportivo en los Juegos Panamericanos en 1987 y 1991 representando a la Argentina y 2 Premios Olimpia (1986 y 1992).
Se desempeñó cómo Director Ejecutivo de CIFAL Argentina (2017-2023), integrante del Instituto de las Naciones Unidas para la Formación y la Investigación (UNITAR)

## Biografía
Estudió en el Colegio Ward, donde comenzó su acercamiento al deporte. Participó en los Juegos Panamericanos de 1987, donde obtuvo una medalla de plata. Posteriormente, fue reconocido con dos Premios Olimpia, en 1986 y 1992.
Luego de su carrera deportiva, se dedicó a su carrera profesional. Es Licenciado en Finanzas por la UADE y ha realizado estudios de posgrado en cambio climático. Se desempeñó como presidente del MAPO (Movimiento Argentino para la Producción Orgánica) entre 1998 y 2006. Desde 2017 hasta diciembre 2023 fué Director Ejecutivo de CIFAL Argentina. Es fundador de la Iniciativa para el Desarrollo de Bonos Verdes y Finanzas Climáticas en Argentina. Integra el cuerpo de profesores de UCEMA.
Tarraubella además es intérprete de guitarra clásica. Realizó conciertos en salas como el Teatro Colón, Teatro Coliseo, Casa América, y también en algunos países del exterior. En el 1976 recibió el Primer Premio del Concurso Internacional de Guitarra organizado por la Asociación Guitarrística de Morón.

### Medallero olímpico
Obtuvo 2 medallas representando a Argentina en tiro deportivo en los Juegos Panamericanos (carabina 50 metros en posición de tendido).
Obtuvo además la medalla de Plata en los Juegos Panamericanos de 1987 con el equipo tendido con rifle de 50 metros y medalla de Bronce en los Juegos Panamericanos de 1991 con el equipo tendido con rifle de 50 metros.
| Juegos | Oro                                                          |           | Plata                                                              |           | Bronce                                                     |            |
| 1987   | Canadá (CAN) Pat Vamplew Jean-François Sénécal Mike Ashcroft | 1784 ptos | Argentina (ARG) Julio Iemma Ricardo Rusticucci Rodolfo Tarraubella | 1775 ptos | Estados Unidos (USA) Webster Wright Brad Carnes Dan Curben | 1770 ptos. |